# Белое Поле
Белое Поле — деревня в Тульской области России. 
В рамках организации местного самоуправления входит в городской округ город Тула, в рамках административно-территориального устройства — в Ленинский район Тульской области.  
Расположена к северу от областного центра, города Тула.

## Население
| 2010 |
| ---- |
| 3    |

## История
В 1961 году указом Президиума Верховного Совета РСФСР деревня Раздоры переименована в Белополье.
До 1990-х гг. деревня входила в Октябрьский сельский совет Ленинского района Тульской области, с 1997 года — в Октябрьский сельский округ. 
В рамках организации местного самоуправления с 2006 до 2014 гг. деревня включалась в сельское поселение Рождественское Ленинского района. С 2015 года входит в Зареченский территориальный округ в рамках городского округа город Тула. 